# Abdelkader Bentobdji
Cheikh Abdelkader Bentobdji (en arabe : عبد القادر بطبجي) est un poète algérien, né à Mostaganem en 1871 et mort en 1948, auteur du poème « Abdelkader Ya Boualem », repris notamment par les interprètes du raï.

## Biographie
Abdelkader Bentobdji est né le 8 mars 1871 dans le quartier de Tigditt à Mostaganem. Il est le fils de Hamou Bentobdji, commerçant et de Aicha Benhamideche issus tous les deux d'une grande famille notable mostaganémoise. Il a eu une scolarité traditionnelle dans l'enseignement coranique et entre en contact avec les différentes confréries soufies présentes dans sa ville natale notamment la Qadiriya.
Connu sous le nom d'Abdelkader Mostaghanmi, il est un poète des théologiens et saints savants de l'Islam. L'universitaire Ibtissem Chachou (d), le décrit comme « un féru de l'oralité qui a eu l'immense mérite de sauver de l'oubli la mémoire des saints patrons de Mostaganem ». Il a consacré sa verve presque exclusivement à Abd al Qadir al-Jilani, auquel il vouait un véritable culte, il avait appelé l'un de ses fils Laaredj, (« le Boiteux »), un des nombreux (sur)noms du saint, qui, justement, claudiquait.
Il est ainsi l'auteur d'un chant célèbre au sujet du grand saint soufi : Abdelkader ya Boualem daq el hal âliya (« Abdelkader l'homme à l'oriflamme, je suis angoissé »), interprété jusqu'à nos jours par les chanteuses et les chanteurs de raï. À l'instar de la chanson interprétée par le trio Rachid Taha, Cheb Khaled et Faudel sous le titre Abdel Kader de l'album Un, deux, trois soleils. En outre, ses poèmes mystiques ont intégré le répertoire des groupes féminins des meddahates et constituent un répertoire de références pour de nombreux chanteurs du hawzi et du chaâbi. Il a également composé la qacida al-marsoul, ainsi que Lellah ya h'li a-âadhrouni et Beyt we syah Ah ya ouelfi.
Il est mort en 1948. Sa tombe est attenante au maqam de Sidi Abdelkader El Djilani, en contrebas du vieux faubourg d'El Arsa à Mostaganem. Plus de cinquante de ses qacidas ont été répertoriées et classées dans un recueil publié par Abdelkader Ghlamallah.